# Friedrich Wilhelm Hamdorf
Friedrich Wilhelm Hamdorf (* 21. Januar 1936 in Bacharach; † 13. Januar 2022 in Landsberg am Lech) war ein deutscher Klassischer Archäologe.

## Leben
Friedrich Wilhelm Hamdorf studierte Klassische Archäologie und wurde 1961 an der Universität Heidelberg bei Roland Hampe promoviert. 1960/61 war er Assistent am Institut für Klassische Archäologie der Universität Heidelberg, 1962/63 erhielt er das Reisestipendium des Deutschen Archäologischen Instituts 1963 arbeitete er als Grabungsassistent an der Ausgrabung in Milet, in Folge als wissenschaftlicher Mitarbeiter auf der Grabung in Olympia (Griechenland) Olympia bei Emil Kunze. Ab 1967 Umzug nach Athen, dortselbst Tätigkeit am Deutschen Archäologischen Institut, unter anderem als Hauptverantwortlicher für die wissenschaftliche Bibliothek. Ab 1972 war er bis zu seinem Ruhestand als Konservator an den Staatlichen Antikensammlungen und der Glyptothek in München tätig.
Friedrich Wilhelm Hamdorf war seit 1963 mit Gisela Hamdorf, geb. Kirch (Physiotherapeutin, 1937–1922), verheiratet und Vater von Charlotte Hamdorf (Kunstpädagogin und Malerin, * 1965) und Titus David Hamdorf (Kunsttherapeut und Autor, * 1969).

## Veröffentlichungen (Auswahl)
- Griechische Kultpersonifikationen der vorhellenistischen Zeit. Verlag Philipp von Zabern, Mainz 1964 (Dissertation).
- Dionysos – Bacchus. Kult und Wandlungen des Weingottes. Verlag Georg D. W. Callwey, München 1986, ISBN 3-7667-0792-2.
- (Hrsg.): Hauch des Prometheus. Meisterwerke in Ton. Staatliche Antikensammlungen und Glyptothek, München 1996.
- Die figürlichen Terrakotten der Staatlichen Antikensammlungen München. Kunstverlag Josef Fink, Lindenberg 2014, ISBN 978-3-89870-870-8.